# Vanessa dewalschei
Vanessa dewalschei är en fjärilsart som beskrevs av Derenne 1926. Vanessa dewalschei ingår i släktet Vanessa och familjen praktfjärilar. Inga underarter finns listade i Catalogue of Life.